# Beautiful Friction
Albums de The Fixx
Want that life
(2003) à venir en
(2013)
Beautiful Friction est le dixième album du groupe de rock anglais The Fixx sorti le 17 juillet 2012, produit par Nick Jackson et Steven W. Tayler.

## Contexte
Après avoir connu un important succès dans les années 1980 puis au début des années 1990, The Fixx ont été progressivement éclipsés du devant de la scène. Bien qu'ils n'aient jamais cessé de tourner, leurs disques se sont faits plus rares (1011 Woodland en 1999, et Want that life en 2003). 
Mais, avec le retour en 2008 de Dan K. Brown à la basse, le groupe retrouve sa formation originelle, une nouvelle maison de disques (Kirtland Records) et une énergie intacte pour retourner en studio. 
La sortie de l'album donne aussi l'occasion à The Fixx de repartir dans une importante tournée des clubs, non seulement aux États-Unis (où le groupe a conservé un noyau de fans fidèles), mais aussi en Europe avec plusieurs dates programmées aux Pays-Bas et en Allemagne où ils ne s'étaient plus produits depuis 1992. 
Avec ce nouvel opus, The Fixx espère conquérir un nouveau public.

## Le disque
Beautiful Friction propose 11 nouvelles chansons originales. Le 1er single, "Anyone else", qui ouvre aussi l'album, est directement inspiré du fameux mouvement "Occupy Wall Street". Les titres "What God?", "Follow that cab" ou encore "Take a risk" nous font découvrir une facette encore plus rock du groupe. 
"Anyone else" et "Just before dawn" ne sont pas sans rappeler l'ambiance de certains morceaux de U2 (période "No Line on the Horizon)". 
Enfin, des titres tels que "Beautiful Friction", "Something ahead of you" ou "Shaman" permettent de retrouver tous les éléments qui ont donné à The Fixx ses particularités originelles : des riffs de guitares très élaborés, des sons et des boucles de synthé envoûtantes, des chœurs en contre-chant, sans oublier la voix si caractéristique de Cy Curnin qui semble encore gagner en profondeur à travers ce dixième album.

## Titres
| No  | Titre                  | Durée |
| --- | ---------------------- | ----- |
| 1.  | Anyone else            | 3:51  |
| 2.  | Just before dawn       | 4:35  |
| 3.  | Take a risk            | 3:47  |
| 4.  | Beautiful friction     | 5:42  |
| 5.  | What God?              | 4:14  |
| 6.  | Second time around     | 4:16  |
| 7.  | Follow that cab        | 3:20  |
| 8.  | Shaman                 | 4:15  |
| 9.  | Something ahead of you | 6:16  |
| 10. | Girl with no celling   | 4:03  |
| 11. | Small thoughts         | 4:32  |

## Musiciens
The Fixx
- Cy Curnin - chant
- Rupert Greenall - claviers
- Jamie West-Oram - guitare
- Adam Woods - batterie
- Dan K. Brown - basse

Production
- Producteur : Nick Jackson
- Mixage : Stephen W Tayler
- Mixage sur "Anyone Else" and "Just Before Dawn" : Mark Needham
- Mastering : Dave McNair
- Cover Artwork : George Underwood
- Photographie : Michele Martinoli
- Direction artistique : Tommy Moore

## Sources
Site officiel de The Fixx et site français de The Fixx